# Qasimpur Power House Colony
Qasimpur Power House Colony (ook gespeld als Kasimpur) is een census town in het district Aligarh van de Indiase staat Uttar Pradesh. De plaats werd vernoemd naar de hier aanwezige thermische centrale (Engels: power house). Nabij de plaats ligt het treinstation van Harduaganj.

## Demografie
Volgens de Indiase volkstelling van 2001 wonen er 13.754 mensen in Qasimpur Power House Colony, waarvan 53% mannelijk en 47% vrouwelijk is. De plaats heeft een alfabetiseringsgraad van 78%.